# Alan's Psychedelic Breakfast
„Alan's Psychedelic Breakfast“ je pátá a zároveň poslední skladba z alba Atom Heart Mother od britské skupiny Pink Floyd. Skladba je rozdělena do tří částí a napsali ji všichni tehdejší členové skupiny.

## Původní sestava
- David Gilmour – steel kytara, akustická kytara, elektrická kytara
- Roger Waters – basová kytara, efekty
- Rick Wright – piáno, varhany
- Nick Mason – bicí, perkuse
- Alan Stiles – hlasy, zvukové efekty